# Bakonynána
Bakonynána (deutsch Nannau) ist eine Gemeinde im Kreis Zirc (ungarisch Zirci járás), einer ungarischen Verwaltungseinheit (LAU 1) innerhalb des Komitats Veszprém in Ungarn. 
Bakonynána liegt im östlichen Teil des nördlichen Bakonywaldes, 30 km nördlich von der östlichen Nordspitze des Balaton und 22 km nördlich von Veszprém. Im Jahr 2001 lebten 1.062 Menschen auf einer Fläche von 14,93 km² in Bakonynána.

## Geschichte

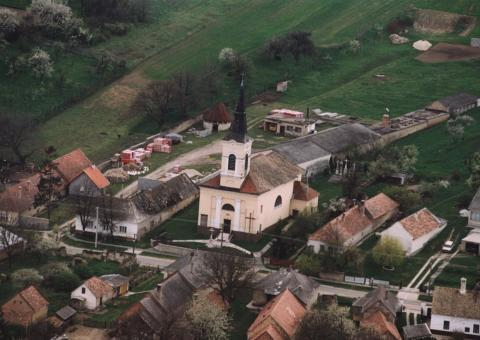
Bakonynána

Es gehört zu den Besitzungen des alten, bedeutenden ungarischen Hochadelsgeschlechts Cseszneky, dessen Ursprung sich bis in das 13. Jahrhundert zurückverfolgen lässt.

## Partnergemeinden
Seit 2001 ist Bakonynána Partnergemeinde zur niedersächsischen Gemeinde Jade. 